# 집전장치
| 집전장치(集電裝置)는 철도차량 등에서 외부로부터 전력을 수전받기 위해 사용되는 전기적 장치다. 크게 더블암, 싱글암, 집전봉, 차상집전 등의 방식이 존재한다. 이중 하부교차형 팬터그래프 방식이 가장 많이 이용되기 때문에 종종 혼용된다. 현재 전 세계의 철도에서는 더블암하고 싱글암 팬터그래프를 사용한다. |

|        | 장점 | 단점 | 그림 |
| ------ | --- | --- | ---- |

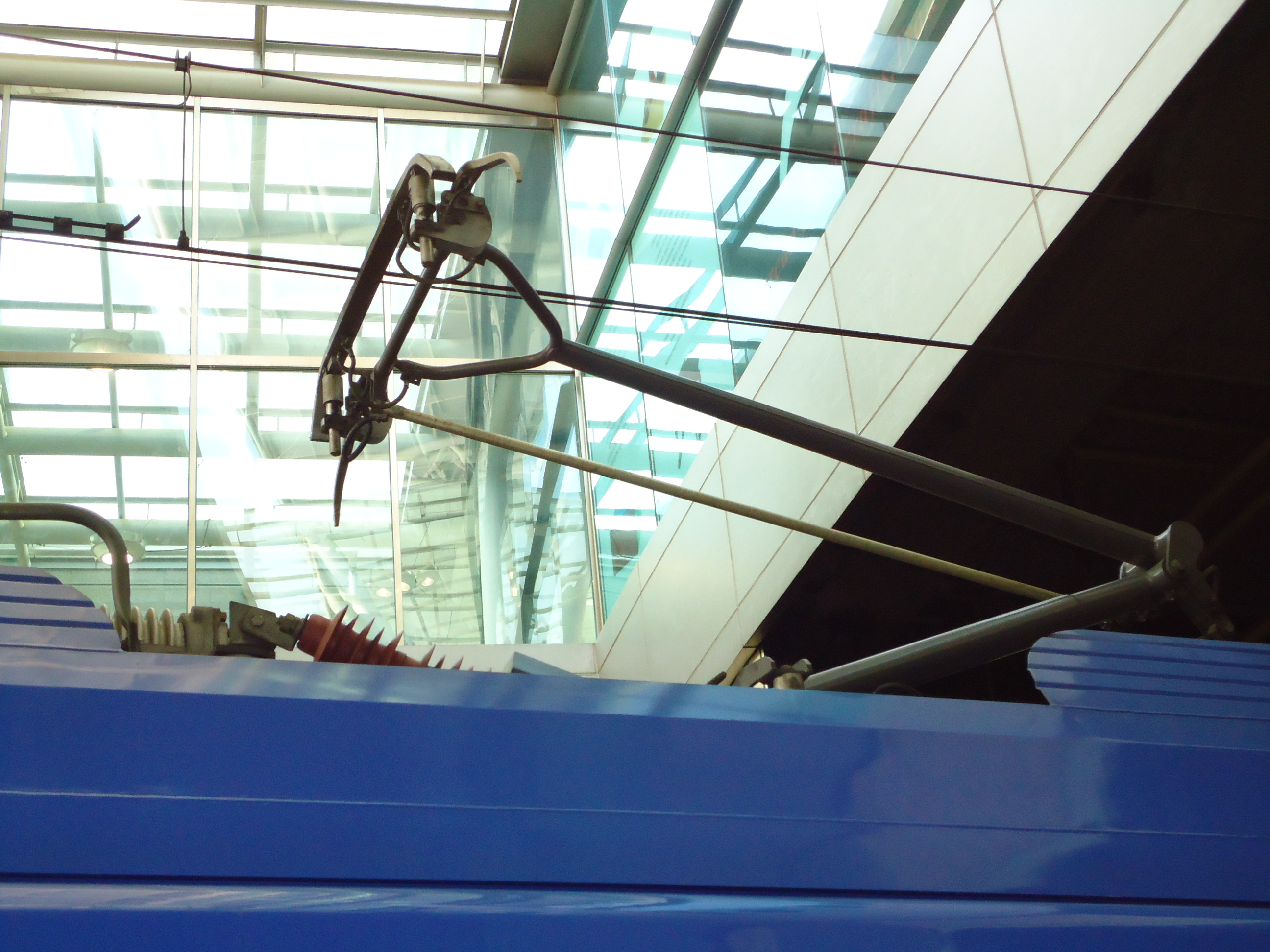
KTX-산천에 사용되고 있는 싱글암 팬터그래프

| 더블암 | - 내구성이 가장 높아 큰 충격에도 쉽게 파손되지 않는다. - 수명이 길다.                                                                               | - 공기저항이 크다. - 무게가 많이 나가기 때문에 고속 주행에 불리하다. - 설치비용이 비싸다. - 설치 및 유지보수에 많은 인력하고 비용이 든다. - 유지보수가 번거롭다. |      |
| 싱글암 | - 공기저항이 적다. - 무게가 가벼워 고속 주행에 효율적이다. - 설치비용이 저렴하다. - 설치 및 유지보수 인력과 비용이 절감된다. - 유지보수가 편리하다. | - 내구성이 가장 낮아 작은 충격에도 매우 쉽게 파손된다. - 수명이 짧다.                                                                                            |      |

## 개요
집전장치는 철도차량에 전력 공급을 위함과, 외부로부터 동력원을 공급받기 위하여 필수적으로 사용되어야 하는 장치로서, 전지(BAT)에 의존하지 않는 전기철도가 등장한 이래로 다양한 방식과 기술이 개발되고 발전되어 왔다.
한국의 경우 1972년 태백선 전기철도에서 운행되기 시작한 프랑스 철도청의 BB15000형 저항제어 전기기관차가 채용한 비대칭 팬터그래프를 시작으로 본격적인 팬터그래프의 기술적 연구가 실행되어 지금에 이르게 되었다.
현재 전기철도에서는 "팬터그래프"라는 명칭으로 전차선 등에 대응하기 위한 절대적인 구성요소가 되고 있으며, 또한 경전철 등과 같은 운송수단에서 적용되는 방식은 다르지만 어찌되었든 없어서는 안되는 부분이다.
집전장치는 그 급전을 받은 원천에 따라서 가공급전 방식과 차상급전 방식으로 구분된다.
가공급전 방식은 이 문서의 첫번째 사진에 나오는 KTX-산천에 설치된 팬터그래프와 같이 철도차량보다 상부에 설치된 전차선에 접촉하는 습판에 의해 전기를 공급받는 방식이며, 차상급전 방식은 선로가 위치한 도상에 선로와 일정한 이격거리를 두고 철도차량의 양측에 습판을 설치하거나 전기의 유도에 의한 전력 무선공급을 하는 방식이다.

## 가공가선 또는 공중가선 방식
가공가선 또는 공중가선 방식은 차량의 위 쪽에 매달아 놓은 급전선(혹은 전차선) 내지 강체가선 등의 설비로부터 수전을 받기 위하여 사용하는 여러 장치들을 의미한다. 가공가선 또는 공중가선 방식의 집전장치는 대개 습판 등으로 구성된 접촉부와 접촉부와 차량 간의 변위를 감당하기 위한 가동부로 나누어 다룰 수 있으며, 이 중 가동부의 설계 형태나 특성에 따라서 분류를 한다. 가공가선 또는 공중가선 방식에 해당하는 집전장치로는 팬터그래프, 뷔겔, 집전봉 등이 있다.

### 집전봉
집전봉은 가장 고전적인 집전 장치로, 트롤리 폴(Trolley Pole)으로도 불린다. 이것은 차체로부터 긴 장대 1개 또는 2개를 들어올려서, 가공가선에 접촉시켜 집전하는 방식이다. 가선의 접촉면에는 습판 내지는 도르래가 붙어있어 마찰 효율을 보조하도록 되어 있다. 대개 집전 폴은 차량 측에 탑재된 간단한 스프링 장치나, 스스로의 탄성에 의해서 접촉을 유지한다. 대개 그 승강은 절연되어 있는 연결 케이블에 의해서 수동적으로 이루어진다.
집전봉은 가장 간단한 방식이지만, 그 구조상 이선 또는 탈선이 쉽게 발생하며, 접촉압력을 조정하기 어렵다. 특히, 가공가선이 차량의 진행 중심선과 오차없이 평행하지 않을 경우 탈선 가능성이 크게 증가하므로 고속운전은 거의 불가능하다. 이로 인해서, 커브 구간에서는 이탈 가능성이 높아 늘 주의해야만 했으며, 특히 노면전차에 편승하는 차장 또는 운전조수는 늘 집전봉의 이탈이 일어나는지 감시해야만 했다.
또한, 차량이 후진하는 경우 적용이 완전히 불가능한 경우가 많아서 진행 방향 별로 집전봉을 비치하여 두거나, 집전봉의 방향을 회전시켜야만 한다. 대개, 이 방식을 채택하는 차량은 아예 한 방향으로만 주행할 것을 전제로 한 예가 많다. 또한, 집전봉 방식을 취할 경우 분기기 설비가 복잡해짐으로 인해서, 운행계통이 복잡한 경우 집전봉을 집전장치로 사용하는 것은 거의 불가능해진다.
다만, 집전봉은 급전선뿐만이 아니라 귀전선도 가공가선으로 설치할 수 있어서, 특히 직류식 전기철도에서 문제가 되는 전식 현상을 회피하기 위해서, 또는 레일을 사용한 귀전이 불가능한 무궤도전차(트롤리 버스)의 경우 집전 폴 방식을 여전히 사용하게 된다. 대개, 집전봉 방식이 유지되는 곳은 급전선과 귀전선이 분리된 이른바 쌍선식의 가공가선이 채용되어 있는 곳인 경우가 많다. 전 세계적으로 이런 이유가 없는 곳에서 집전봉 방식을 유지하는 경우는 흔치 않다.
한국에서는 과거 서울전차와 부산전차에서 극초기에 사용하였으나 일치감치 도태되어, 뷔겔 내지 팬터그래프로 대체되었다. 북조선의 경우 각지에 존재하는 무궤도전차가 이를 사용 중이다.

### 뷔겔

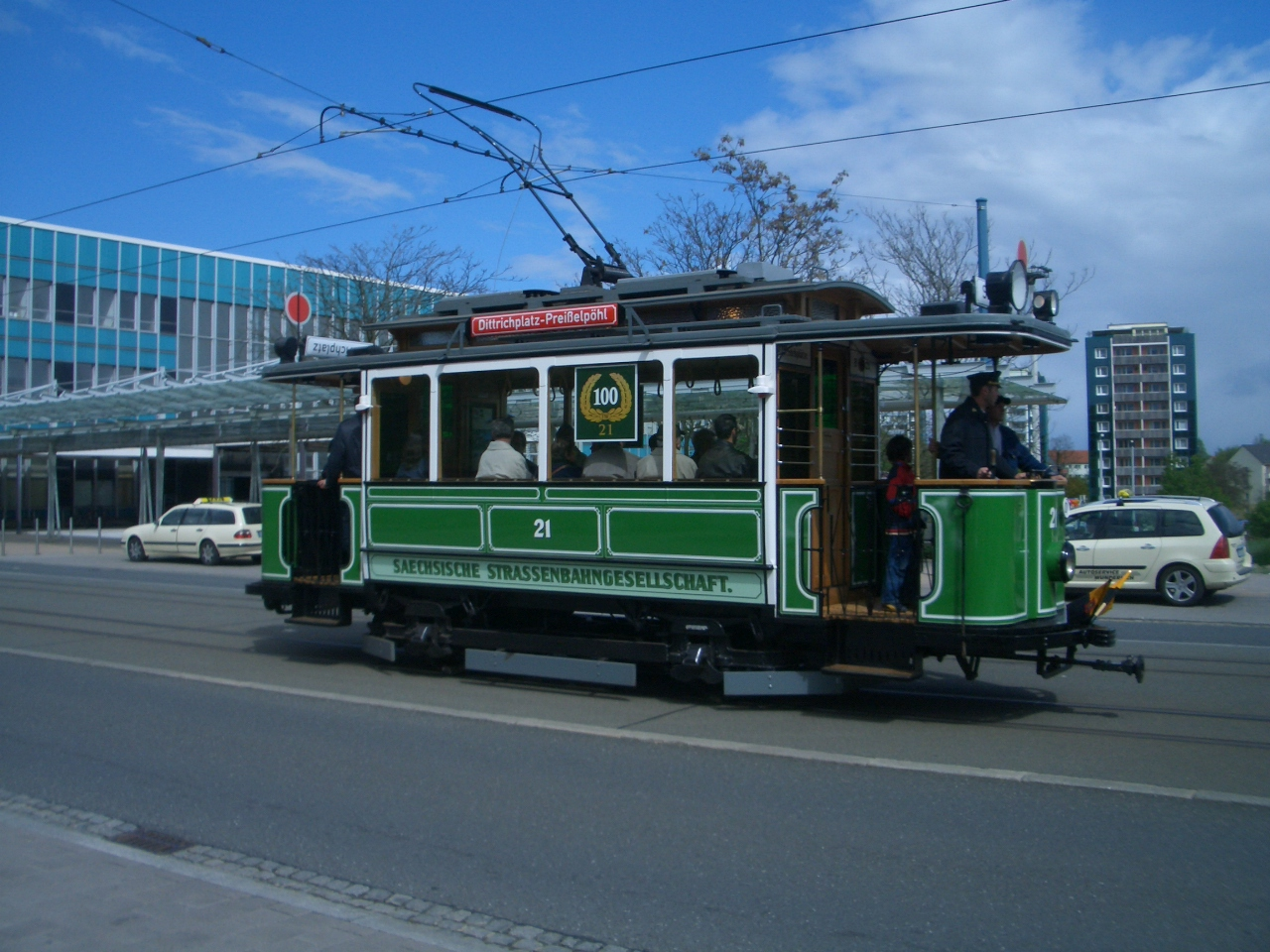
독일 플라우엔의 보존중인 시가전차 차량. 뷔겔을 채용하고 있다.

뷔겔(Bügel)은 집전 폴을 개량한 집전 장치이다. 이 호칭은 독일에서의 호칭으로 일본을 경유하여 반입된 표현이며, 영어권에서는 보 콜렉터(Bow Collector)라고 부른다. 뷔겔은 안장에 붙어있는 등자를 의미한다. 이는 집전봉과 달리 폴의 끝단에 가로대를 설치하여, 전차선과의 접촉면을 점에서 선으로 바꾸어 횡변위에 대응할 수 있도록 한 것이다. 종방향의 변위는 집전봉과 유사하게 스프링과 관절로 대응한다.
뷔겔은 독일의 지멘스 사가 집전봉의 특허를 피하기 위해서 개발했다고 알려져 있다. 그러나, 이 방식은 안정성이 높아서 이후 다수의 노면전차들에서 대거 채택되었다. 현재도 팬터그래프에 비해서 간단하고 가볍다는 점 때문에 활용되고 있는 경우가 많다.
뷔겔은 집전봉에 비해서 간단하고, 횡변위를 허용할 수 있기 때문에 집전의 안정성이 상당히 높다. 특히, 이선 또는 탈선 가능성이 집전봉에 비해 현저히 낮기 때문에 따로 이를 감시할 사람이 불필요하며, 제어 역시 기계적으로 수행하는 것이 가능하다는 장점이 있다. 아울러, 그 크기도 비교적 작고 경량이며, 고장 가능성도 적다. 그러나, 종변위에 대한 대응은 집전봉과 큰 차이 없이 회전점과 스프링에 의존하고 있어서, 운행 속도나 방향에 따라 집전 효율과 안정성이 변동하며, 특히, 역방향으로 운행하는 경우 손상 또는 파손의 가능성이 크게 증가하며, 추종성도 나빠진다는 문제를 가지고 있다. 또한 대응 가능한 가선 높이가 이후 개발된 팬터그래프에 비해서 떨어지는 점도 단점으로 꼽힌다. 고속성능의 부족은 특히 철도 등지에서 뷔겔을 채용하는 데 가장 큰 장애가 되었으며, 따라서 노면전차라고 하더라도 어느 정도 성능이 요구되는 현재에는 그 사용예가 줄어들고 있다.
한국에서는 서울전차 등지에 채용된 바 있으며, 현재 보존중인 노면전차 차량은 모두 뷔겔이 사용된 차량들이다. 다만 한국 내에서 현재 철도 및 궤도 현업에 사용중인 예는 전무(全無)하다.

### 팬터그래프

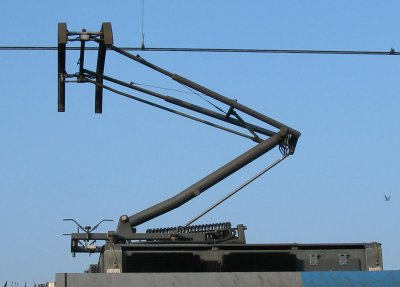
독일 경철도의 비대칭 Z자형 집전장치

팬터그래프(Pantograph)는 현재 가장 일반적으로 사용되고 있는 집전 장치로 종종 판토, 팬터, 판타등으로 약칭되기도 하며, 국내 철도에서는 Pan이라는 영문약어로 불린다. 팬터그래프식 집전장치는 전차선의 종변위를 감당하는 가동부를 다단 링크 구조 또는 스프링 구조에 의존한 것으로, 이를 통해서 접촉부의 권동을 상하방향으로 최대한 억제하고, 다양한 높이의 가공가선에 대응할 수 있도록 설계한 것이다. 팬터그래프는 기본적으로 싱글암식(또는 하프 판토)과 더블암식으로 구분한다. 일본 등지에서는 500계 신칸센에 시범도입된 익형 등 다른 형식의 집전장치를 판타그래프로 분류하기도 한다.

#### 더블암 식
더블암 식(Double-arm) 팬터그래프는, 마름모꼴의 링크 구조를 가진 전통적인 구조의 팬터그래프를 의미한다. 종종 다이아몬드형 등으로 변형되어서 불리기도 한다. 더블암 식은 접촉면과 차체 사이의 가동부를 두 개의 링크로 구성한 형태이다. 종종 링크의 배치 형상에 따라서, 세부적으로 능형, 하부교차형 등으로 구분하기도 한다. 현재는 하부교차형이 주를 이룬다.
더블암 식 팬터그래프는 구조적으로 안정적이고, 그 강도가 뛰어나며, 주행 방향에 따른 강도 부담이 없다는 강점이 있다. 특히, 5kg 이상의 압상력을 가진다는 면에서 뛰어나기 때문에, 가선 상태가 좋지 않은 경우 메리트가 있다고 알려져 있으나, 한편으로 별반 차별성이 없다는 주장도 존재한다. 그러나, 반대로 무겁고 크며, 전차선 높이, 특히 높게 설치된 전차선에 대해선 능형보다 대응하기 어려우며, 이에 대응하기 위해서는 전체적인 링크 구조의 크기를 키워야 하는 단점을 가지고 있다.
대한민국에서는 운영 주체를 막론하고 거의 모든 전동차에 이 방식의 팬터그래프가 채택되어 있다. 가장 일반적인 형태이나, 근래에는 검수의 효율화를 목표로 한국철도공사 전동열차 동해남부선 전동차부터 싱글암 팬터그래프가 기 탑재되어 있다. 현재 소사원시선에 투입된 한국철도공사 391000호대 전동차도 싱글암을 채용했다.

##### 능형(菱形)

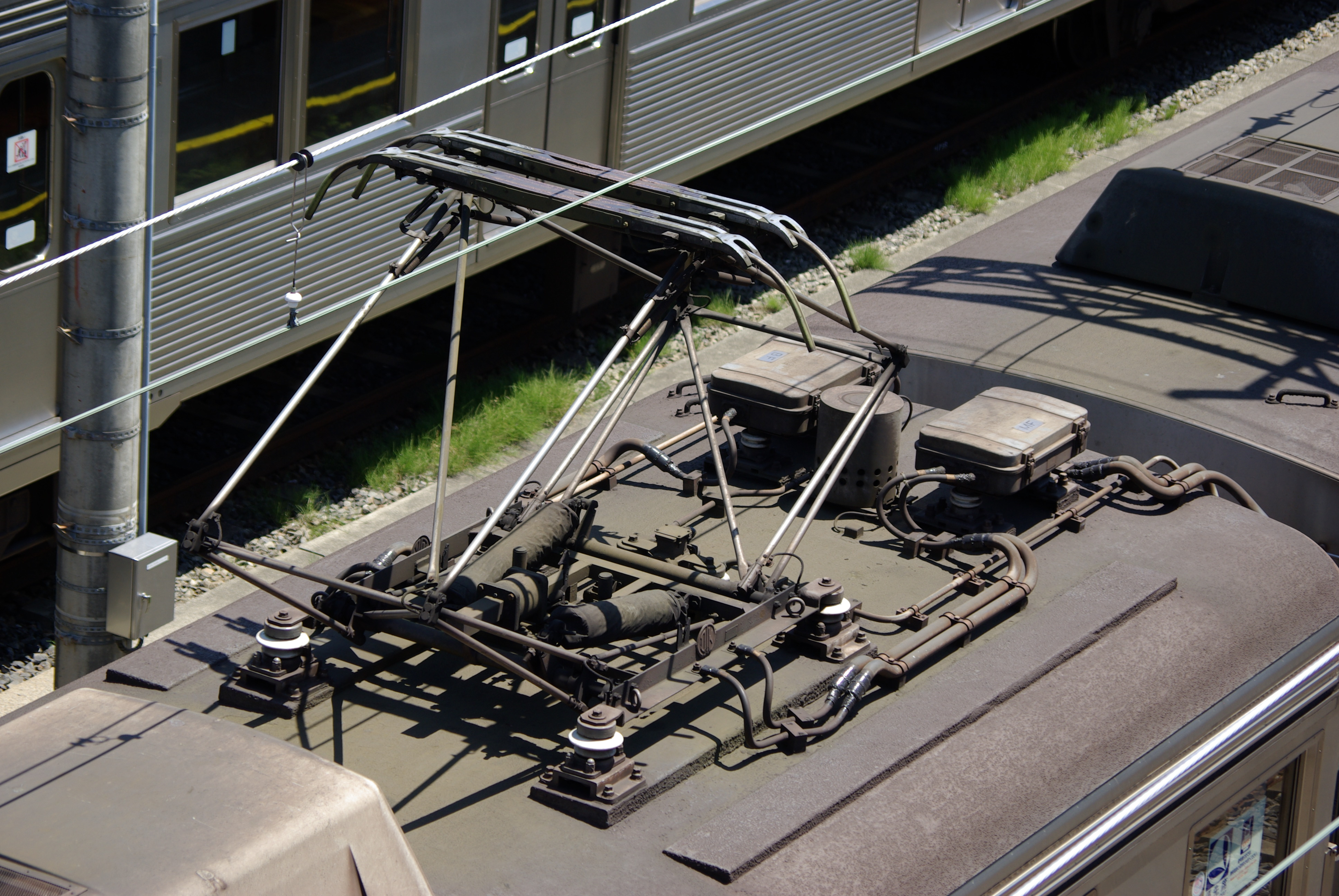
능형 팬터그래프(사진은 도큐 8500계)

가장 고전적이고 일반적인 구조다. 일반적으로는 강관을 트러스 구조로 조립한 것이지만, 라멘 구조로 된 것도 있다.
상승한도가 크므로 전차선이 높이 설계된 노선에서 유용한 형식이다. 산악철도 등에서 사용된다.
조선민주주의인민공화국 철도국에서 운행중인 직류전기기관차가 이 파트의 능형 팬터그래프를 채용한다.
일본 고속철도 신칸센 0계 전동차(초창기)의 경우, 저속에서의 가선추종성이 좋아, 초창기 가공가선 또는 공중가선 방식 집전장치의 주류를 차지했다. 하지만 가동부의 질량이 커지며, 고속주행시 공기저항이 커지는 단점이 있다. 그래서 현재 새로 제작되는 차량에 이 형태의 팬터그래프가 탑재되는 경우는 전무(全無)하다.
일본에서 신칸센에 능형 팬터그래프가 채용된 신칸센 시리즈는 0계와 100계뿐이다.

##### 하부교차형

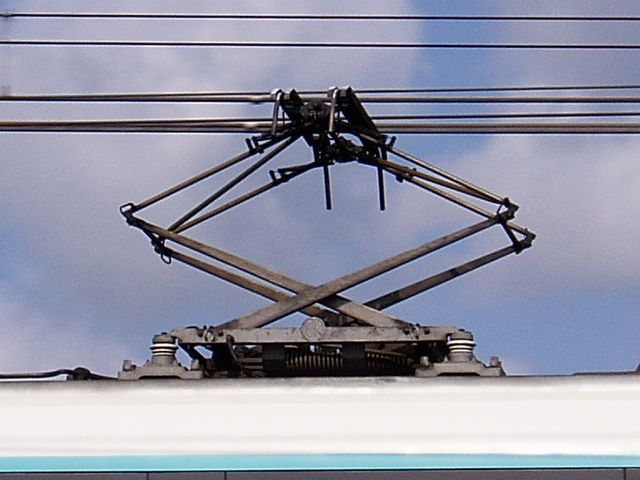
하부교차형 팬터그래프(사진은 오다큐 20000계)

능형 팬터그래프에서 아래 부분을 교차시켜, 그에 따른 소형화·경량화를 도모한 것이다. 통근용 전동차처럼 표정속도가 낮고 가감속을 반복하는 차량에서는 가동부가 짧아지기 때문에 능형보다 가선추종성이 떨어지지만, 공간 절약 측면에서 뛰어나기 때문에 냉방장치 등의 탑재로 지붕 사용이 증가한(증가하고있는) 현행 철도차량들에 적합하다는 평을 받고 있다. 2013년 기준 대한민국의 통근형 전동차들 모두가 이 방식의 팬터그래프를 사용하고 있다(과거 EEC와 현행 TEC, 368000호대제외). 능형 팬터그래프에서 아래부분을 교차시킨 덕에, 완벽하지는 않지만 의외로 나름대로의 고속운행도 보장된다. 도시철도용 전동차로 급행다이아를 편성하는게 가능한 이유이다. 더블암 팬터그래프 항목 서두에서도 거론됐듯이, 완벽하지는 않지만 나름대로의 압상력 강화도 도모되어있기 때문이다. 현재 한국에서 운행중인 도시철도용 전동차들은 주공기압축기에서 공급되는 약 6kg의 압축공기로 집전장치를 상승상태로 유지한다.

#### 싱글암 식

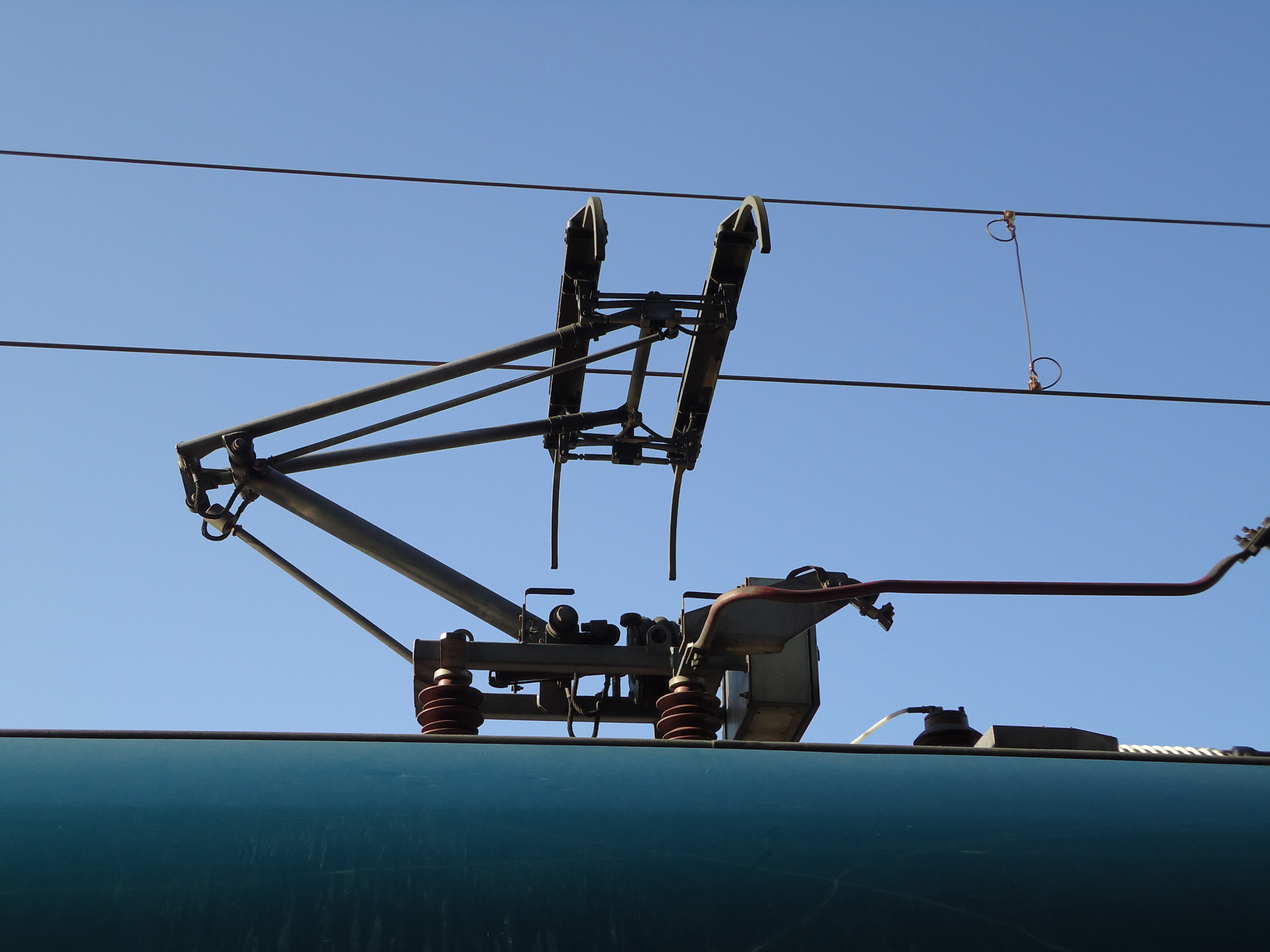
상승시킨 모습(누리로)

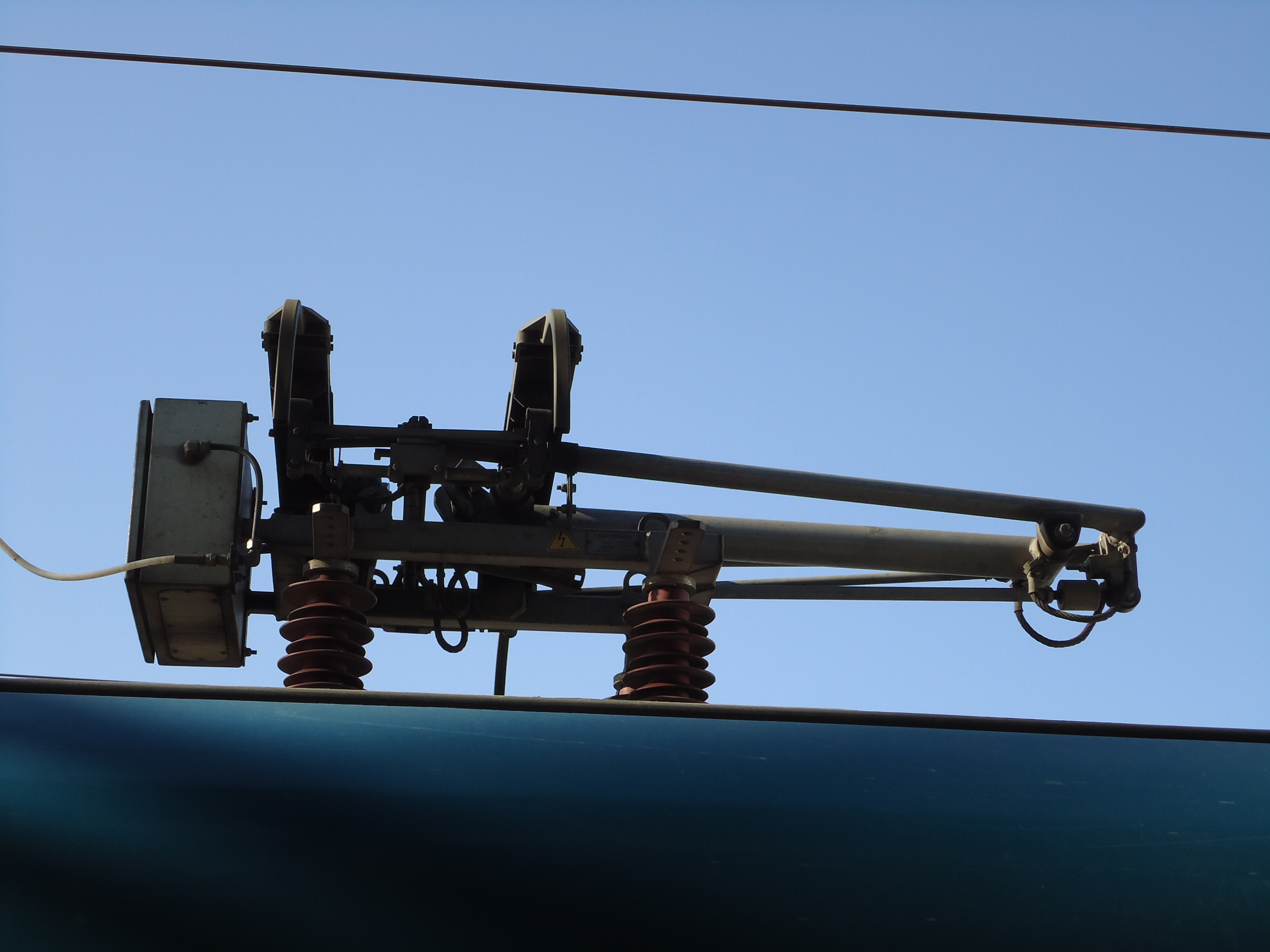
접은모습(누리로)

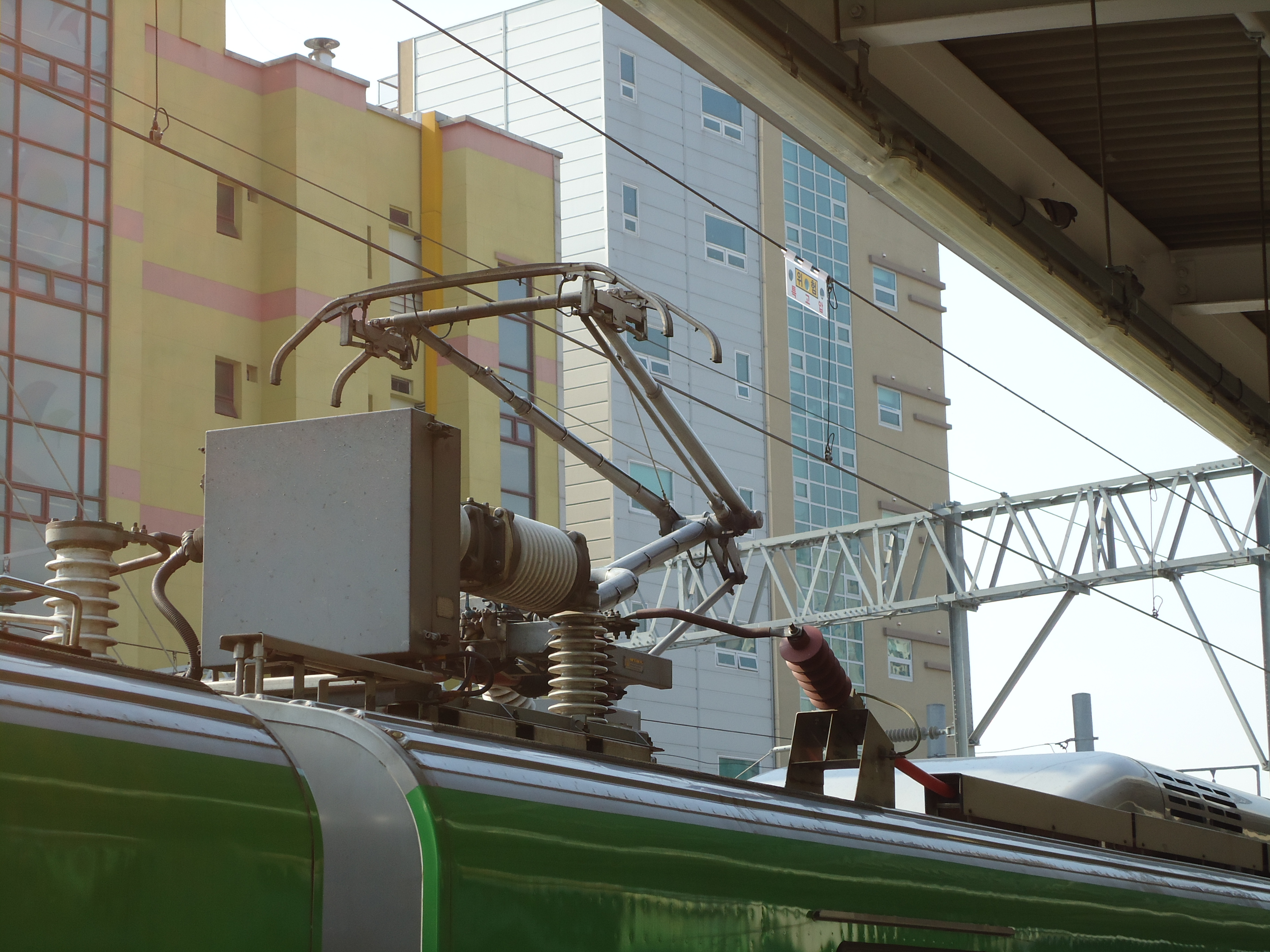
ITX-청춘에 사용되고 있는 싱글암 팬터그래프

싱글암 식(Single-arm) 팬터그래프는, 다리처럼 생긴 하나의 관절 구조만을 가진 팬터그래프를 의미한다. 해외에서는 더블암 식을 절반으로 잘라놓은 모양이라는 의미에서 하프 판토(Half-panto), 또는 Z자 형으로 생겼다고 해서 Z판토(Z-Panto), 또는 각형(脚形) 팬터그래프라고도 불린다. 싱글암 식은 접촉면과 차체 사이에 하나의 링크 구조만이 설치되어 있는 형태이다.
싱글암 식 팬터그래프는 가선 상태가 열악한 경우나, 가선 장력이 약화되어 가선이 늘어져 있는 경우에는 팬터그래프의 파손이나 이선 현상이 발생할 수 있어 시설물관리에 엄격함이 요구된다. 더블암 하부교차형 팬터그래프의 경우에는 그 전기습판이 전차선을 고정하는 가동브래킷 구간을 통과할때, 전차선을 고정하는 이 가동브래킷의 탐침같은 것이 자연스럽게 위아래로 흔들린다. 이는 양쪽에서 전기습판을 지탱하는만큼 유연성을 주기 위해서이다. 그러나 전기습판을 한쪽에서만 지탱하는 이 싱글암 식 팬터그래프에서 가동브래킷의 자연스러운 상하진동은 치명적이다. 이러한 이유로 도입 초기에는 강도와 안정성 측면에서 의심을 받기도 했으나, 유럽 등지에서는 이미 광범위하게 사용되어 왔으며, 근래에는 기술적인 검증이 많이 이루어지고 시설물 관리도 엄격해져 그 사용에 이견이 없다. 특히 공기저항이 적고, 경량이며, 가선 높이에 다양하게 대응할 수 있다는 점이 최근에 크게 어필하여, 유럽계의 고속철도에서는 기본형으로 쓰인다.
대한민국에서는 1972년에 도입된 8000호대 전기 기관차가 최초로 사용하였으며, 이후 도입된 대부분의 전기기관차와 KTX, 일본 고속철도 신칸센 300계 전동차부터 기본으로 쓰이고 있다. 대한민국에서 전동차에 채택된 예는 EEC와 TEC, ITX-청춘, ITX-새마을이 있으며 최근에 한국철도공사 311000호대 전동차의 95편성부터 쓰이고 있다.

#### 기타 형식
일본 고속철도 신칸센에서는 여러 형식의 팬터그래프가 개발되어 실험, 적용되고 있다. 신칸센 500계 전동차의 경우에는 과거 시험차부터 사용되던 익형 팬터그래프가 사용되고 있으며, FASTECH360 차량에는 차체로부터 분리된 포드(Pod) 부에서 싱글암식 팬터그래프가 올라가는 이른바 포드형 팬터그래프가 시험 중이다. 이들은 모두 공력저항의 감소 필요성으로 인해 채용된 것들로, 해외에서 비슷한 구조가 고려되거나 채용된 경우는 없다. 특히 익형 팬터그래프의 경우 링크 구조가 없으므로 팬터그래프로 분류할 수 없다고 할 수도 있다.

## 가공가선식 집전장치의 설치

KTX 객차 상부의 특고압모선

고속철도의 경우 대개 고속 성능의 확보와 내연 기관 등의 성능 문제 등으로 인해서, 실용화된 모든 고속철도용 차량은 전적으로 전기 운전을 실시하고 있으며, 영국의 제3궤조 구간을 운행하여야 하는 유로스타의 경우를 제외하면 전부 팬터그래프 방식을 취하고 있다. 그러나 차량의 고속화와 이에 따른 공력(Aerodynamics) 문제에 봉착하게 되면서 집전장치를 어떻게 배치하는 것이 관건이 되는가가 궁리되고 있다. 유럽의 경우 집전장치의 숫자를 최소화하는 것이 이선 현상을 최소화할 수 있으며, 불필요하게 복수의 집전장치를 설치하는 것은 유지관리의 측면에서 불리하므로 불필요하다고 보는 반면에, 일본의 경우는 적어도 2개소 이상의 집전장치를 설치하는 것이 이선 현상이 생기더라도 적어도 1개 이상의 집전장치가 접촉을 유지하므로 더 안전하다고 보고 있다. 따라서, 지금도 대부분의 신칸센 전동차는 2개 이상의 집전장치를 설치하고 있는 예를 종종 발견할 수 있다.
그러나, 이러한 시각의 차이가 있음에도, 기존선 구간의 철도를 포함, 대부분의 가공가선식 전기철도에서는 집전장치의 수를 줄임으로서 공력 저항을 최소화하고, 전차선 및 집전장치의 유지관리를 줄이는 방향을 지향하고 있다. 이를 위해서 각 집전장치, 또는 각 인버터를 연결하는 특고압모선을 차량에 설치하여 하나의 집전장치로 여러 차량의 전력을 공급하는 등의 방법이 활용되고 있다.

## 제3궤조 방식
제3궤조 방식은 궤도면 또는 차량 측방에 차량 방향을 따라 궤도를 설치하고, 여기에 집전 슈를 접촉하여 급전받는 방식을 의미한다. 차륜이 올려져 있는 궤도 2개 이외의 별도의 세 번째 급전용 궤도를 사용하므로 이러한 이름이 붙었다. 급전용 궤도는 차륜 가운데, 차륜용 궤도 옆, 차량 옆 등 다양한 위치에 설치된다.
독일의 지멘스가 1879년에 고안한 전기철도에서 처음 사용되었다. 당시엔 두 궤조 사이에 급전 궤조를 설치하는 형식을 취하였다. 이후 마그누스 볼크의 초기 전기 철도에서 이 방식을 사용하였으며, 이후 궤조 바깥쪽에 설치하는 방식이 개발되었다. 터널 단면을 줄일 수 있다는 장점으로 도시 철도에서 광범위하게 채용되었다.
제3궤조 방식은 강건 구조를 가진 레일에 의존하여 급전을 받기 때문에, 이선의 가능성이 적다는 강점을 가지고 있다. 또한, 가공가선을 설치하기 위한 복잡한 구조물이 불필요하며, 관리가 쉽다는 장점이 있다. 별도의 궤도는 지상에 설치되므로 터널의 단면을 대폭 줄일 수 있어서 공사비를 절약하는 등의 효과가 크다.
급전 궤도가 지상에 가까이 있기 때문에 평면교차를 설계하는 데 어려움이 있으며, 지상 평면교차 철도 건널목이나 선로 분기점(전철기) 등은 절연시켜야 하는 단점이 생긴다. 궤도에 접촉하기 쉽기 때문에 가공 전차선보다 감전 사고의 위험이 크며, 누설 전류로 인한 전식 발생의 우려가 크다는 문제가 있다. 가공 전차선을 사용한 차량의 기록된 최고 속도보다 제3궤조 차량의 기록된 최고 속도는 160km/h 정도로 낮다.
제3궤조 방식은 터널 단면적을 줄일 수 있어서 건설 비용을 절감할 수 있고, 전신주와 가동 브래킷이 필요하지 않아 미관상 부담이 적다. 한편 선로분기 및 철도 건널목을 통한 지상 평면교차가 어렵고 그 특성상 전력손실이 많은데다, 대형차량을 통한 고출력 고용량 철도운영에 부적합하여 간선 철도에는 거의 사용하지 않으며, 도시 철도 위주로 사용한다. 또한 감전 사고로 인해 선로 유지 보수가 어려운 단점이 있다. 대한민국의 제3궤조 방식 철도는 부산-김해 경전철, 부산 도시철도 4호선, 인천공항 자기부상철도, 대구 도시철도 3호선과 인천 도시철도 2호선, 서울 경전철 우이신설선, 김포골드라인, 용인 경전철이다.

## 제4궤조 방식
제4궤조 방식은 제3궤조의 변형으로, 급전 궤조 외에 귀전 궤조를 둔 방식이다. 런던 지하철만의 고유의 방식이다. 급전 측에는 +420V의 직류를, 귀전 측인 제4궤조에는 -210V의 직류를 인가하여, 총 630V의 전력을 급전하는 방식을 취하고 있다. 이를 통해 직류 전압을 시설 부담을 최소화한 채로 그 전압을 높여, 급전 체계의 성능 향상을 꾀하는 것으로 생각된다.

## 같이 보기
- 가공 전차선
- 관절대차
- 궤간
  - 협궤
  - 표준궤
  - 광궤
- 대차
- 보기 대차
- 선로
- 절연구간
- 제3궤조